# Midelburgo
Midelburgo (en neerlandés: Middelburg, antiguamente en español Medialburque, hoy en desuso) es una ciudad de los Países Bajos, capital de la provincia de Zelanda. Con una población de 38 000 habitantes, está situada al este de la antigua isla de Walcheren (actualmente península), localizada al suroeste del país.

## Historia

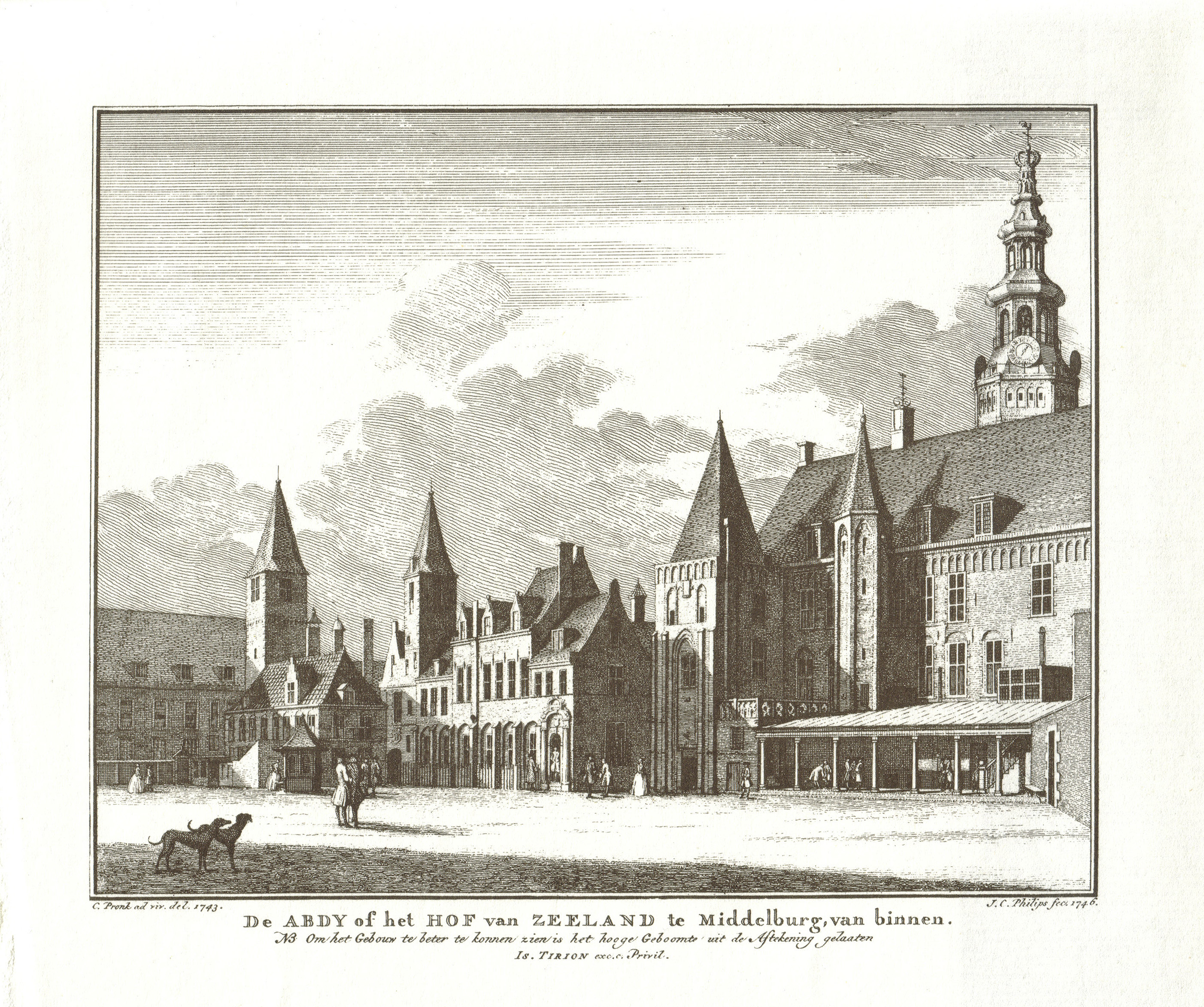
Grabado de la abadía de Midelburgo en 1743.

La ciudad de Midelburgo fue fundada hacia finales del siglo VIII o comienzos del siglo IX. En su primera mención aparece como uno de los tres puntos defensivos levantados en la isla de Walcheren para protegerse de los ataques de los vikingos. En el año 844 se construyó una abadía, que fue utilizada hasta la guerra de los Ochenta Años. Hoy en día, la abadía a la vez sirve de museo y de sede del gobierno provincial.
Durante la Edad Media la ciudad fue un importante centro comercial, enviando bienes provenientes de Flandes hacia Inglaterra y viceversa. Midelburgo recibió el título de ciudad en 1217.
En 1572-1573, durante la guerra de los Ochenta Años que el país sostuvo contra España, fue escenario del asedio de Midelburgo; las fuerzas rebeldes holandesas sitiaron y conquistaron la ciudad, defendida por los tercios españoles comandados por Cristóbal de Mondragón.
Durante el Siglo de Oro Neerlandés, Midelburgo fue una notable base de la Compañía de las Indias Orientales. Ciertas casas del centro son la misma clase de fastuosas mansiones de ricos comerciantes que se encuentra en ciudades como Ámsterdam. A través de los canales hay también muchos almacenes que fueron construidos durante el siglo XVII.
Pese a que parte de las infraestructuras defensivas fueron derribadas por permitir la construcción de un canal que cruza Walcheren desde Flesinga hasta Veere, la ciudad todavía conserva los fosos así como una de las puertas de entrada, la de Koepoort.
Durante la Segunda Guerra Mundial, buena parte del antiguo centro de la ciudad fue destruido, principalmente el 17 de mayo de 1940, en los compases finales de la batalla de los Países Bajos. No está todavía claro si los causantes principales de la devastación fueron los bombarderos alemanes o la artillería del ejército francés en retirada. Tras la guerra, se intentó reconstruir la ciudad de forma igual a la original. Los archivos municipales aun así se perdieron.
Desde 2004 la ciudad cuenta con un pequeño centro universitario, la Roosevelt Academy, fundada en colaboración con la Universidad de Utrecht.
Midelburgo tiene una estación de tren con conexiones con Flesinga y Roosendaal. En Midelburgo se encuentra también la Biblioteca de Zelanda.

## el municipio Midelburgo

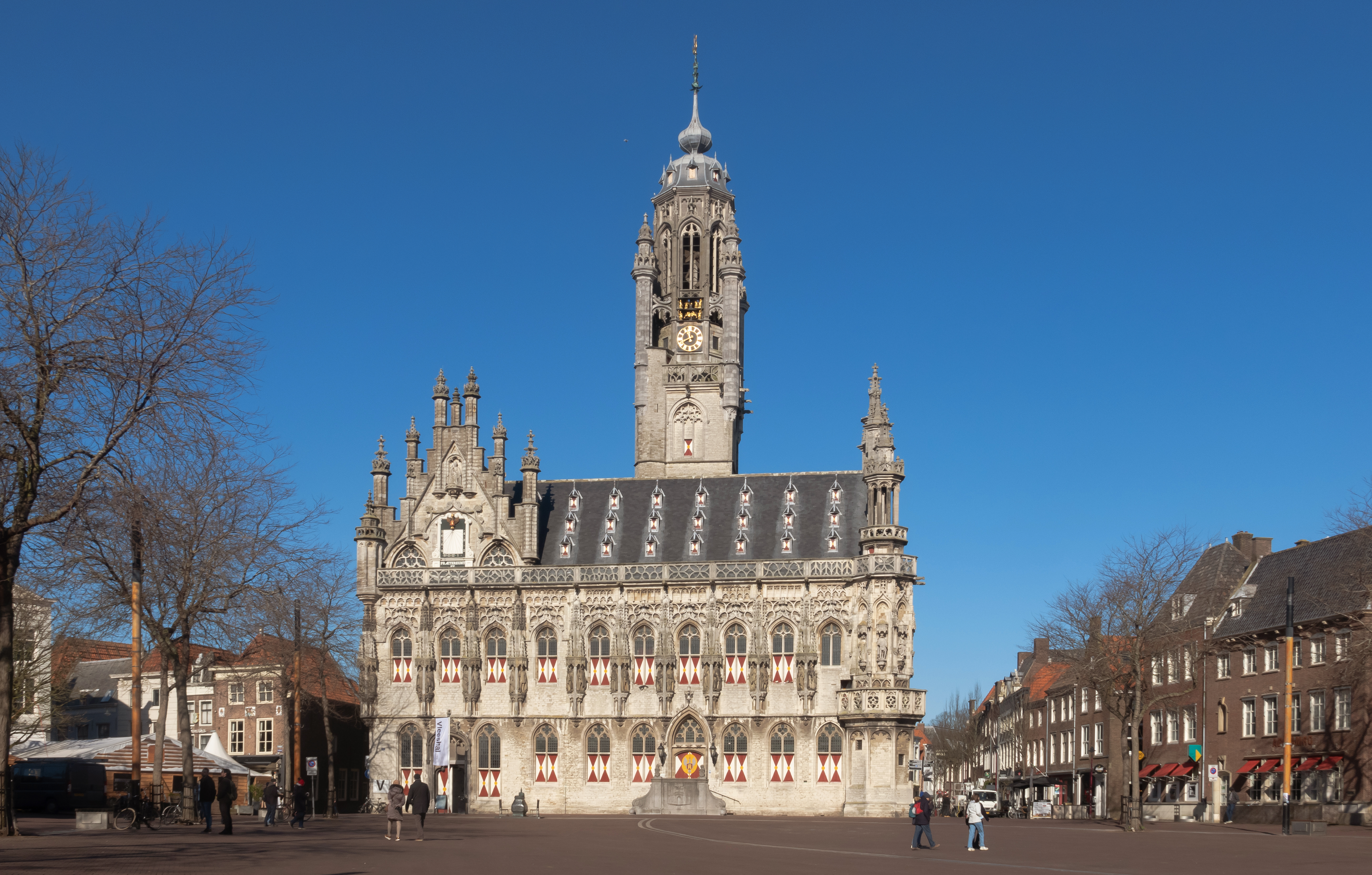
El ayuntamiento
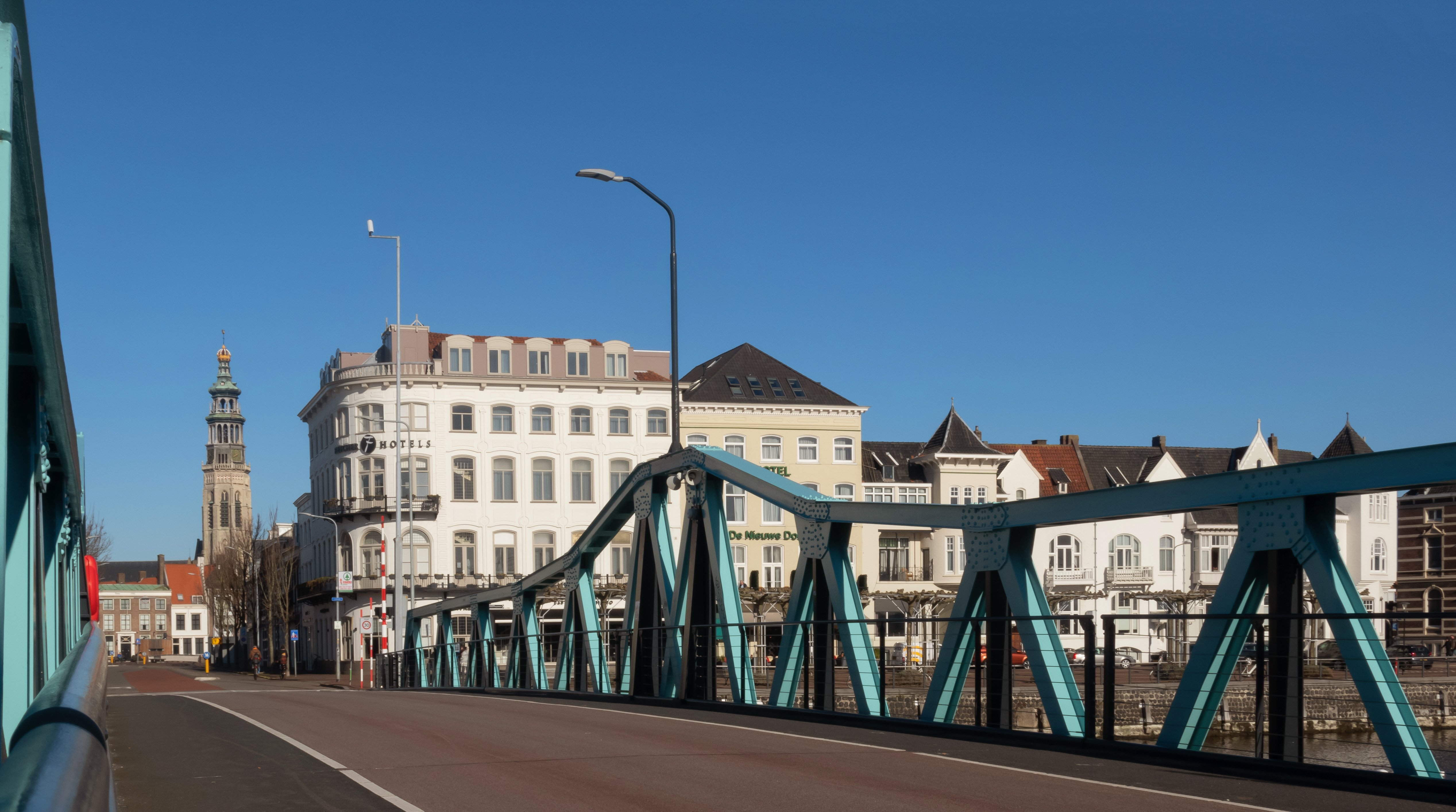
Vista del Lange Jan desde la estacion
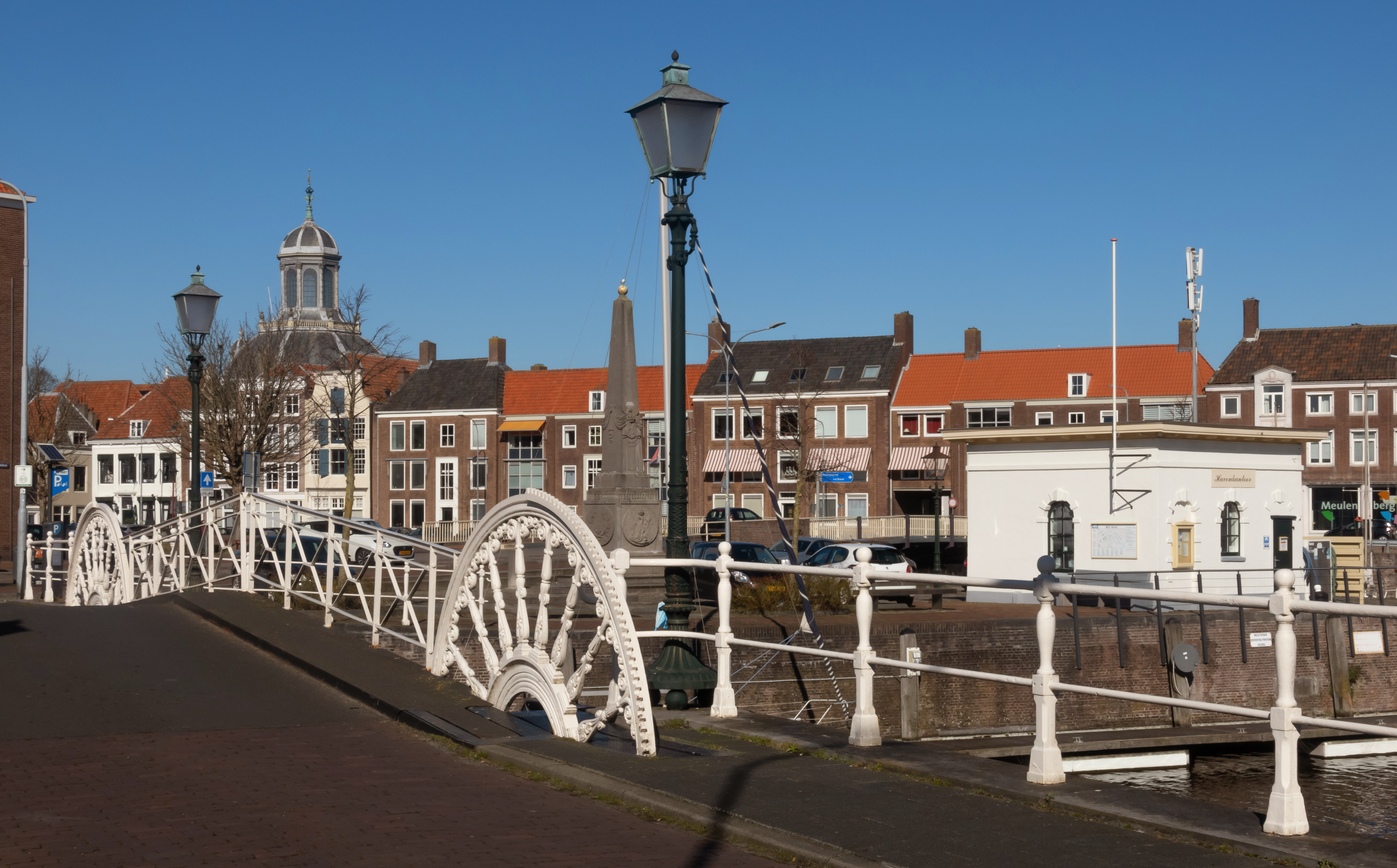
La torre de la iglesia (la Oostkerk) desde el puente (el Spijkerbrug)
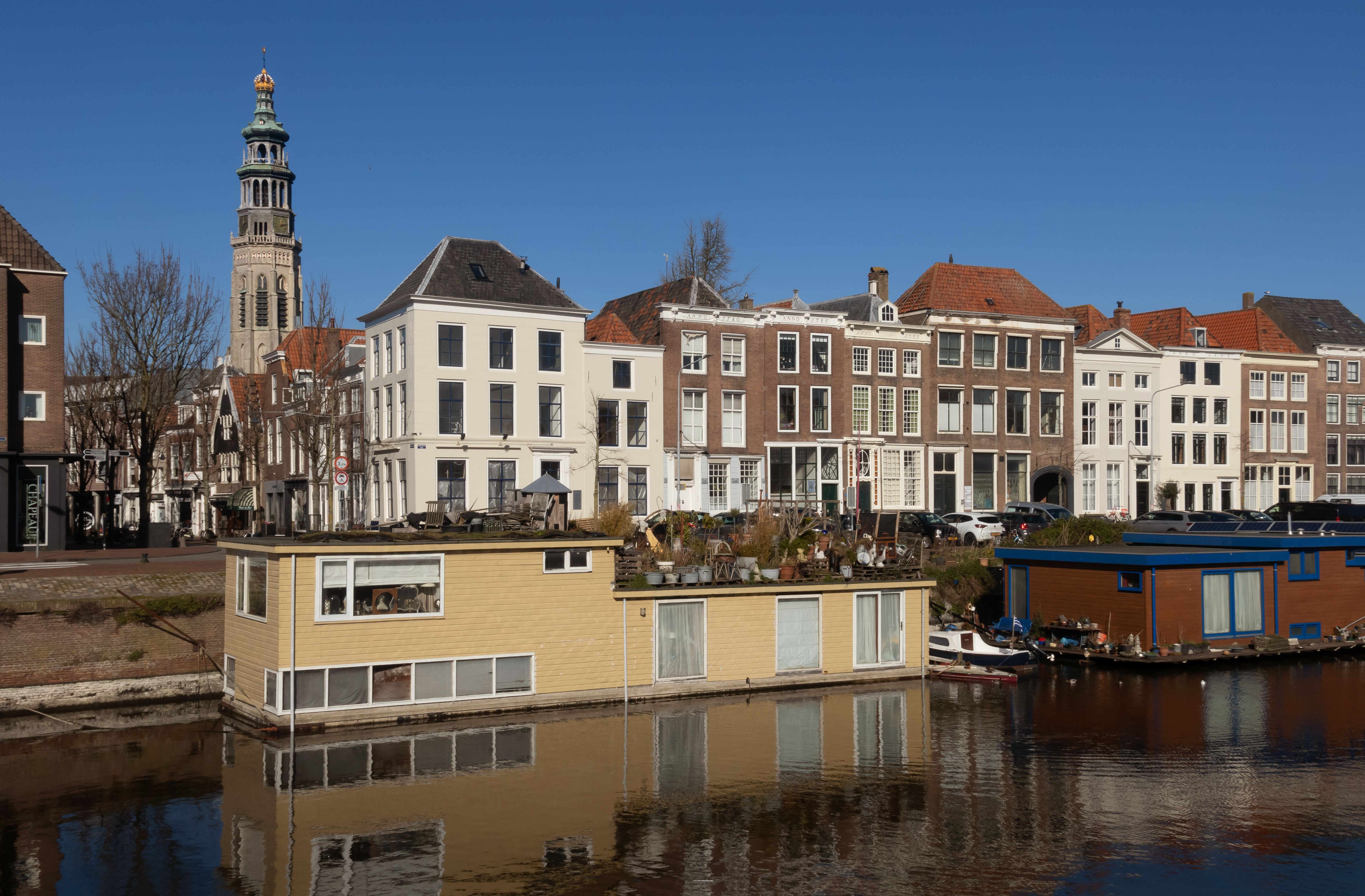
Las casas flotantes en el Londonsekaai con Lange Jan al fondo
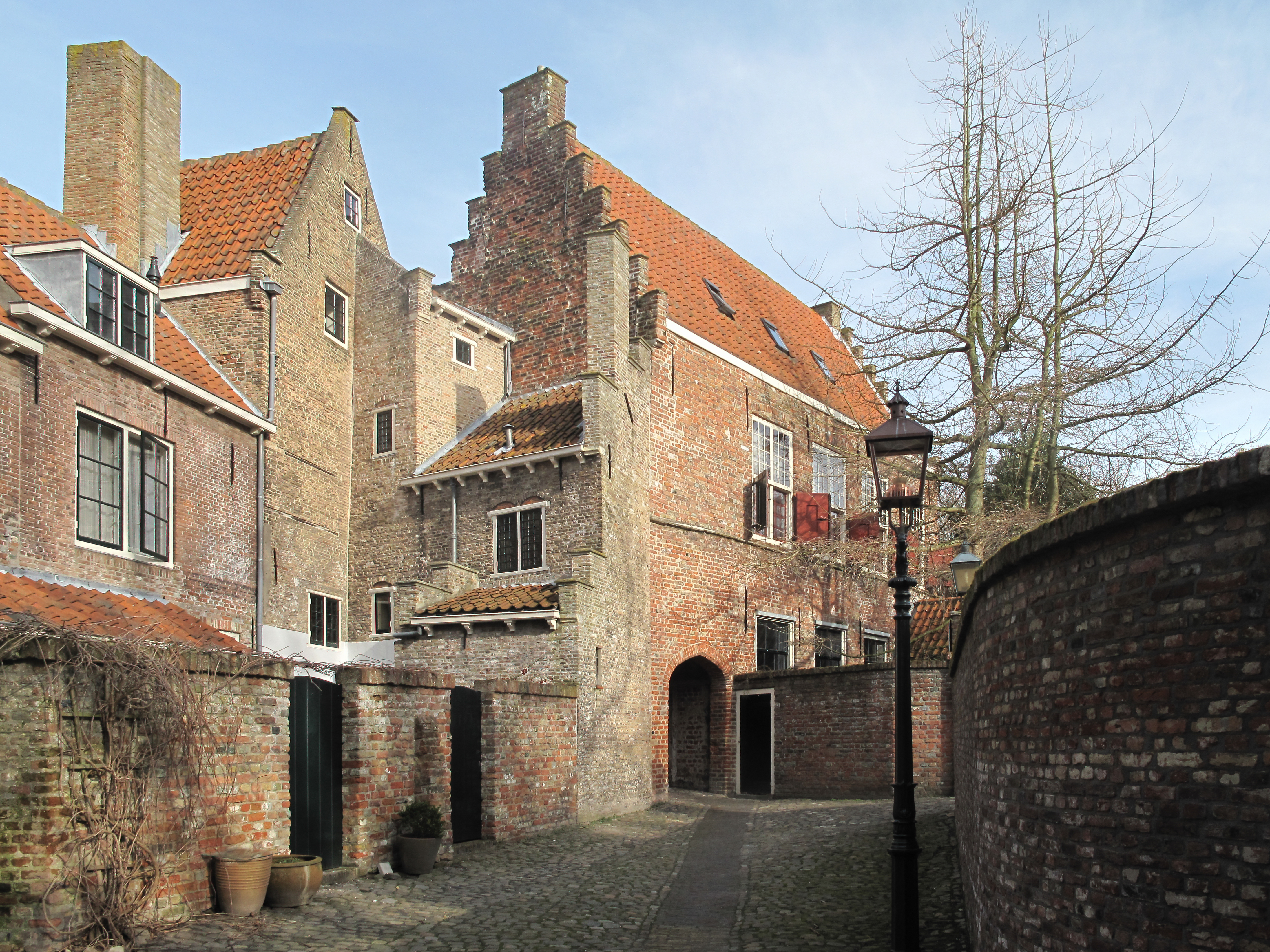
Cerca de la puerte (la Kuiperspoort)
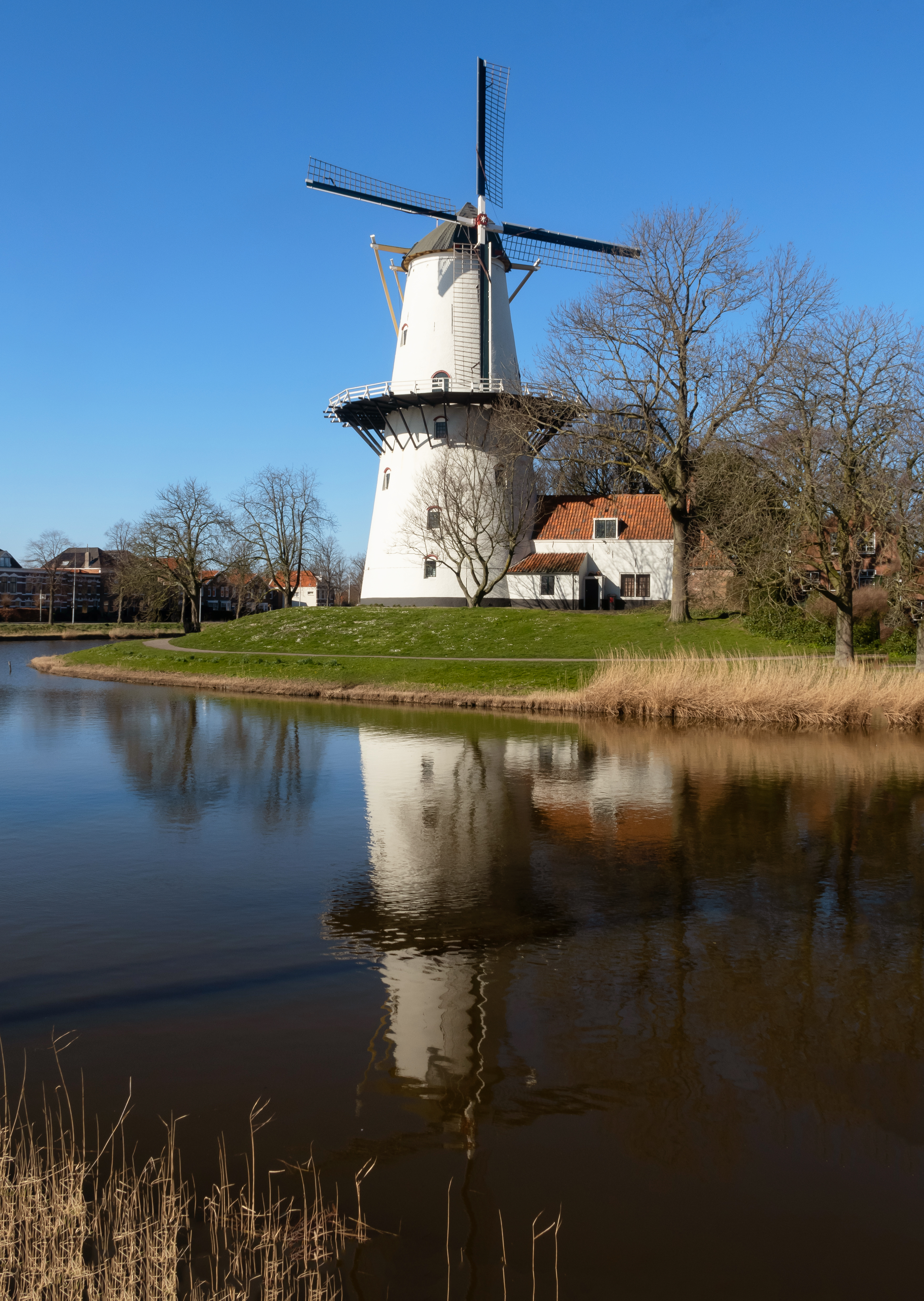
El molino: molen de Hoop
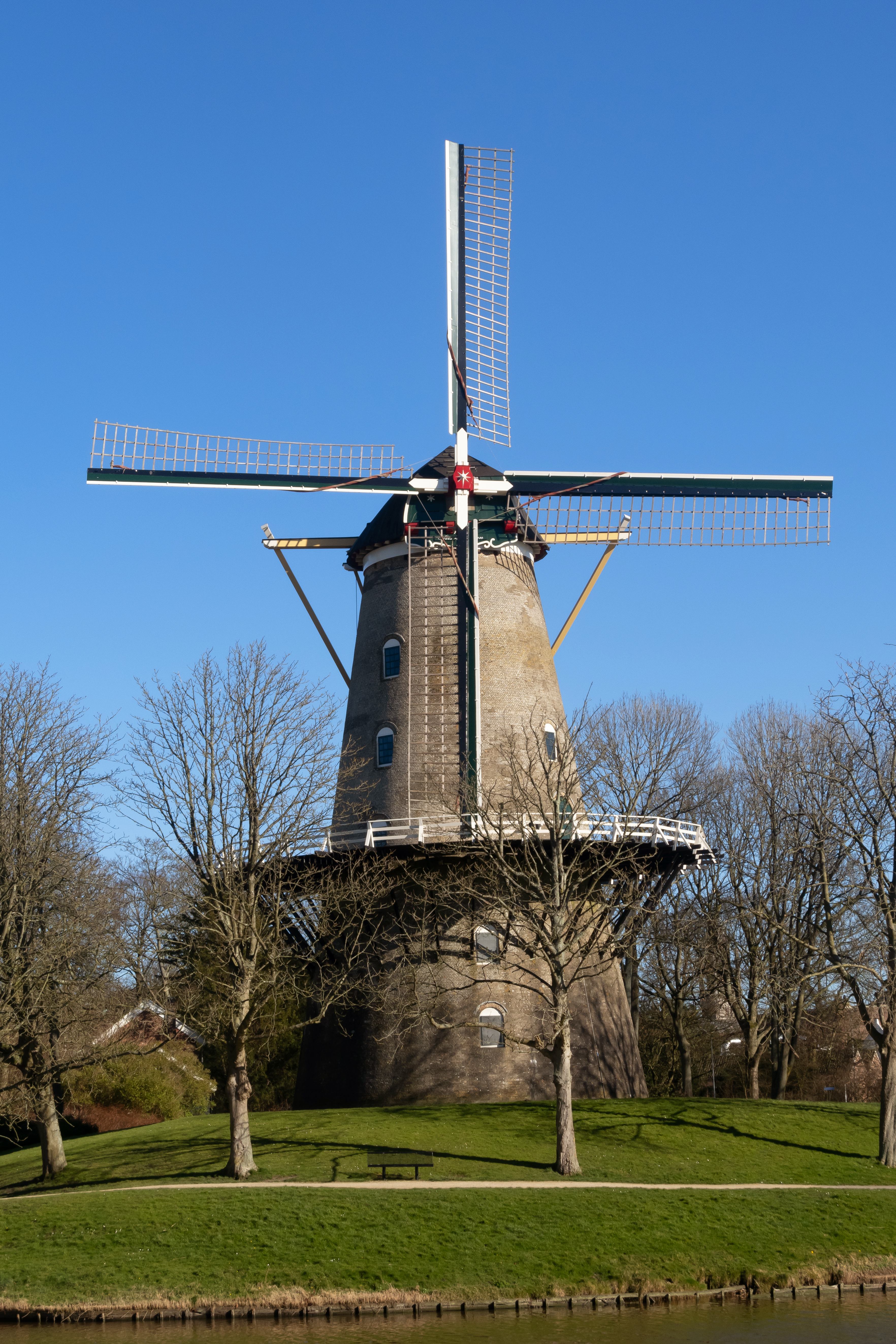
El molino: el Seismolen
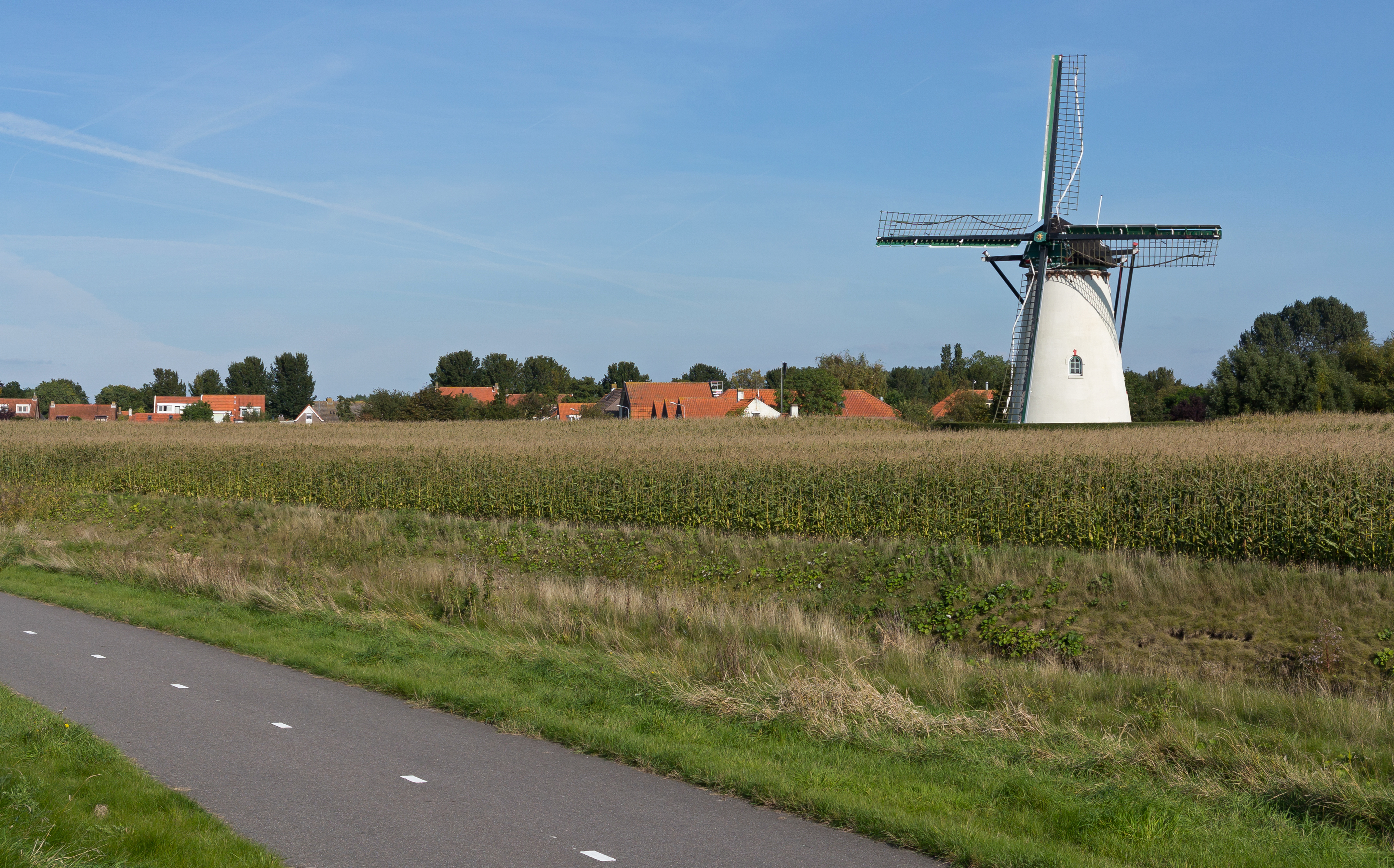
Nieuw- en Sint Joosland, el molino: korenmolen Buiten Verwachting
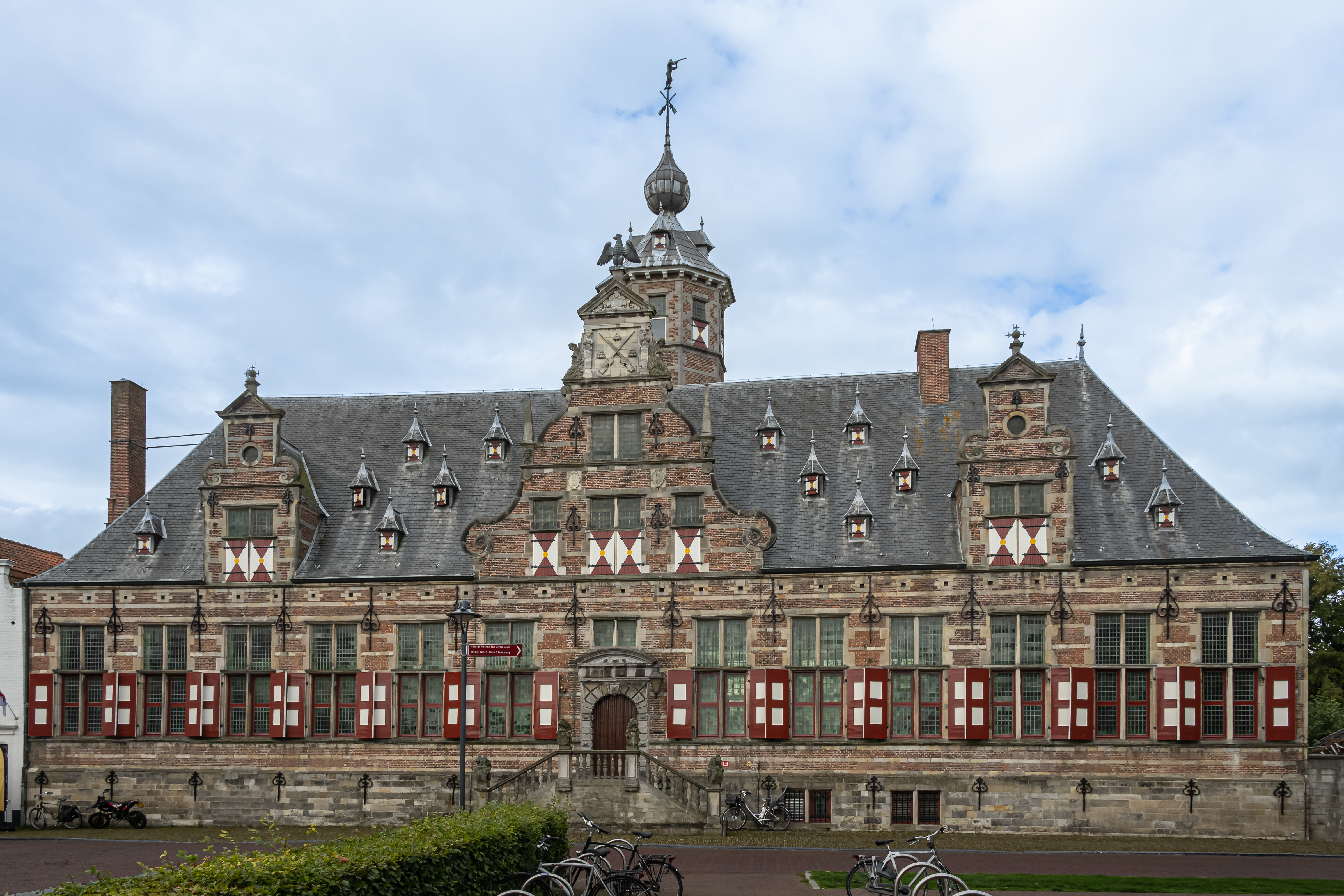
Kloveniersdoelen

## Ubicación
|              | Norte: Veere  | Nordeste: Noord-Beveland |
| Oeste: Veere |               | Este: Goes, Borsele      |
|              | Sur: Flesinga |                          |

## Ciudades hermanadas
- Folkestone (Reino Unido)
- Nagasaki (Japón)
- Glogovia (Polonia)
- Vilvoorde (Bélgica)